# Scott City (Kansas)
Scott City é uma cidade localizada no estado americano de Kansas, no Condado de Scott.

## Demografia
Segundo o censo americano de 2000, a sua população era de 3855 habitantes.
Em 2006, foi estimada uma população de 3506, um decréscimo de 349 (-9.1%).

## Geografia
De acordo com o United States Census Bureau tem uma área de
5,6 km², dos quais 5,6 km² cobertos por terra e 0,0 km² cobertos por água. Scott City localiza-se a aproximadamente 908 m acima do nível do mar.

## Localidades na vizinhança
O diagrama seguinte representa as localidades num raio de 56 km ao redor de Scott City.